# Deutscher Fichte-Bund

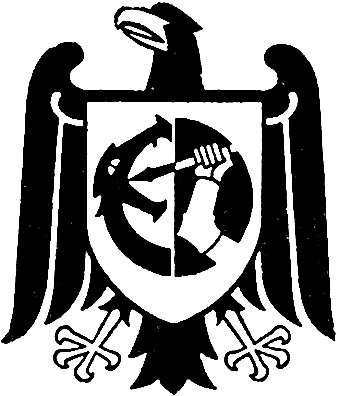
Emblem des Deutschen Fichte-Bunds.

Der Deutsche Fichte-Bund (Deutscher Fichte-Bund e. V.) mit Hauptsitz in Hamburg wurde am 29. Januar 1914 als „Reichsbund für Deutschtumsarbeit“ gegründet. Er ist zum nationalistisch-völkischen Lager zu rechnen. Die Namensgebung bezog sich auf Johann Gottlieb Fichte.
Während des Nationalsozialismus war der Fichte-Bund für die Verteilung von Auslandspropaganda tätig und unterstand dem Reichsministerium für Volksaufklärung und Propaganda.

## Vereinsstruktur und Ziele
Zur Vereinssatzung, Zusammensetzung des Vorstandes und Finanzierung liefert die aufgeführte Quelle keine Information.
In einem auf Dänisch herausgegebenen Flugblatt werden Heinrich Kessemeier als Präsident und der Jungfernstieg 30 in Hamburg als Sitz des Vereins angegeben.
Nach Angaben einer dänischen Denkschrift, die im Nürnberger Prozess gegen die Hauptkriegsverbrecher vorlag, unterstand der Deutsche Fichte-Bund während des Dritten Reiches unmittelbar dem Ministerium für Volksaufklärung und Propaganda und versuchte, die öffentliche Meinung im Ausland systematisch im nationalsozialistischen Sinne zu beeinflussen.
In dieser Denkschrift werden als Ziele des Fichte-Bundes für die Zeit nach 1933 zitiert:
- „Förderung gegenseitiger Verständigung durch freie Veröffentlichung von Information über das neue Deutschland“ und
- „Schutz der Kultur und Zivilisation durch Verbreitung der Wahrheit über die destruktiven Kräfte in der Welt“.[3]

Diese euphemistischen Formulierungen stehen für das Einschleusen von Propaganda und antisemitischer Hetzschriften.

## Tätigkeit bis zur Zeit des Nationalsozialismus
Aus der Quelle, einem Arbeitsbericht des Jahres 1940, geht hervor, dass der Verein in den Jahren 1919 bis 1932, also der Zeit der Weimarer Republik, über 18.276.000 eigene Flugschriften verteilte. Als Themen dieser Flugblätter werden genannt:
- Besatzungsschmach
- Ausplünderung und Reparationen
- Kriegsschuldlüge
- Abrüstungsschwindel
- Täuschung der deutschen Arbeiter und der Marxismus

## Tätigkeit von der Machtergreifung bis Kriegsende
In den Jahren 1933 bis 1940 brachte der Verein 54.295.000 eigene Flugschriften in 16 Sprachen heraus. Als Themen werden in der Quelle aufgeführt
- Aufklärung des Auslandes über das „neue Deutschland“
- Die neue Hetz- und Gräuellüge
- Die Kriegs- und Boykotthetze
- Bolschewismus
- Jüdische Drahtzieher

Der Verein finanzierte die holländische Monatsschrift „Das Nebelhorn“ (De Misthorn). Außerdem verschickte der Verein im Jahre 1940  „2.278.241 Stück Propagandamaterial“, das das Auswärtige Amt (Referat D IV) zur Verfügung gestellt hatte. Dazu gehörten neben Broschüren auch Bücher, Schallplatten und ungekürzte Führerreden. Zusätzlich druckte der Verein 6.201.000 eigene Flugblätter. Außerdem wurden 49.300 Tageszeitungen und 25.900 kg Material über Haupt-Verteilerstellen in Hamburg, Wien, Prag und Biarritz ins Ausland geschleust.
Dazu benutzte der Deutsche Fichte-Bund sein schon vor dem Krieg bewährtes Verteilersystem. In diversen Fluss- und Seehäfen wurde das Propagandamaterial insgeheim Schiffskapitänen, Schiffsoffizieren und Zollgrenzschutzbeamten übergeben, die es ins Ausland schafften und dort an Vertrauensleute lieferten. Die Quelle zählt für das Jahr 1940 insgesamt 693 Transporte überwiegend deutscher Schiffe auf, die Propagandamaterial in die Ostseeanrainerstaaten, nach Spanien und ins besetzte Frankreich brachten.

## Einordnung
Der Deutsche Fichte-Bund wurde 1946 unter der Rubrik „Weitere unter nationalsozialistischem Einfluss stehende Organisationen“ bzw. „Andere nationalsozialistische Organisationen“ geführt, deren leitende Mitarbeiter gemäß Kontrollratsdirektive „wegen der von ihnen innegehabten Stellungen sorgfältig zu prüfen“ seien.
Die propagandistischen Wirkung der Flugblätter, die der Fichte-Bund im In- und Ausland zur Verteilung brachte, ist bislang noch nicht wissenschaftlich erforscht worden. Wegen der antisemitischen Karikaturen und ihres volksverhetzenden Inhalts geben seriöse Antiquariate die Flugblätter des Deutschen Fichte-Bundes nur zu wissenschaftlichen Forschungszwecken ab.